# Kapucinfågel
Kapucinfågel (Perissocephalus tricolor) är en fågel i familjen kotingor inom ordningen tättingar.

## Utbredning och systematik
Fågelns utbredningsområde är från östra Colombia till södra Venezuela, Guyana och nordöstra Amazonområdet (Brasilien). Den placeras som enda art i släktet Perissocephalus och behandlas som monotypisk, det vill säga att den inte delas in i några underarter. 

## Status och hot
Arten har ett stort utbredningsområde, men tros minska i antal, dock inte tillräckligt kraftigt för att den ska betraktas som hotad. Internationella naturvårdsunionen IUCN listar arten som livskraftig (LC).